# Тразамунд (король вандалов)
Тразамунд (Трасамунд, Фрасамунд; ванд. Thrasamund; 450, Карфаген — 6 мая 523) — король вандалов в 496—523 годах. Сын Гентона, внук Гейзериха, брат Гунтамунда. Прокопий Кесарийский описывает его, как очень красивого внешне и одарённого большой осмотрительностью и великодушием человека.

## Биография

### Церковная политика
Продолжил гибкую политику по отношению к христианам-ортодоксам. По словам Прокопия Кесарийского, он вынуждал христиан-ортодоксов менять свою веру, не мучая их, как бывшие до него правители, но предлагая им за это почести, высокие должности и одаряя деньгами, а в том случае, если их не удавалось склонить к этому, он делал вид, что совершенно не знает, кто они такие. Когда кто-либо случайно или умышленно совершал тяжкое преступление, он предлагал, в случае перемены веры, в качестве награды не подвергать их наказанию за то, в чём они провинились. В отличие от Прокопия Кесарийского Исидор Севильский давал другую оценку деятельности Тразамунда: «Полный арианской ярости он преследовал католиков, закрывал их церкви, выслал изо всей африканской католической церкви 120 епископов на Сардинию в ссылку». О преследовании исповедовавших никейское христианство во времена Тразамунда писал и Григорий Турский. Однако и Григорий Турский, и Исидор Севильский не были современниками тех событий, к тому же они как священнослужители обязаны были защищать церковь от арианской ереси и для них уже сам король-арианин был врагом. К тому же Григорий Турский, видимо, путает Тразамунда с Гейзерихом. Так, что создаётся впечатление о добрых отношениях к христианам-ортодоксам во времена Тразамунда.

### Внешняя политика
После того как у Тразамунда умерла жена, от которой он не имел детей, он, стремясь как можно надёжнее укрепить свою власть, отправил послов к королю остготов Теодориху Великому, прося у него в жены сестру его Амалафриду, у которой незадолго перед этим умер муж. Вероятно в 500 году, Теодорих выдал свою овдовевшую сестру за Тразамунда. В приданое за Амалафридой Теодорих отдал западносицилийскую область с городом Лилибеей. Со значительной свитой из 1000 отборных воинов и 5000 их слуг Амалафрида отправилась в Карфаген, чтобы поддержать там проводимую Теодорихом политику племенного равновесия. Больших успехов в этом, однако, она не достигла. Флот Тразамунда не вышел в море, когда военно-морские силы Восточно-Римской империи в 507 или 508 году опустошали побережье Нижней Италии и мешали Теодориху вовремя двинуться в Галлию, на помощь вестготам. В 510 или 511 году вандальский король принял сторону вестготского претендента на престол Гезалеха, которого остготский экспедиционный корпус изгнал из Испании. Гезалех, бежавший в Карфаген, получил значительные средства и был обязан вернуться на родину, чтобы возобновить борьбу с Теодорихом. Отношения между Равенной и Карфагеном после этого ухудшились, однако эта напряжённость если и вылилась, то в одном конфликте ограниченного масштаба — в пограничной области Лилибей. Тразамунд признал своё бессилие и извинился словом и делом. Предложенное золото было отвергнуто, письменное оправдание принято. Тразамунд оставался союзником Теодориха до своей смерти. С императором Византии Анастасием I у Тразамунда тоже были дружеские отношения. Располагая двумя такими мощными союзниками, Тразамунд казался для современников самым сильным и могущественным из всех правивших вандалами до этих пор вождей, но это могущество оказалось обманчивым.

### Поражение от маврусиев
В правление Тразамунда вандалы в 523 г. потерпели поражение от берберов, пытаясь восстановить свою власть над Триполитанией.

### Смерть
Умер Тразамунд 6 мая 523 года, процарствовав 27 лет и четыре месяца.